# 西居尔·约翰内森
西居尔·“西格”·约翰内森（挪威語：Sigurd "Sigge" Johannessen，1884年1月9日—1974年2月7日），生于希恩，挪威男子竞技体操运动员。他曾获得1908年夏季奥运会体操比赛男子团体全能银牌。他于1974年在希恩去世。